# Karschia badkhyzica
Karschia badkhyzica är en spindeldjursart som beskrevs av Gromov 1998. Karschia badkhyzica ingår i släktet Karschia och familjen Karschiidae. Inga underarter finns listade i Catalogue of Life.